# Toujours un ailleurs
Toujours un ailleurs è il sesto album in studio in lingua francese della cantante indonesiana Anggun, pubblicato nel 2015.

## Tracce
1. À nos enfants (Frédéric Chateau) – 3:36
2. Nos vies parallèles (con Florent Pagny) (Thierry Surgeon, Chateau) – 3:29
3. Face au vent (Iza Loris, Chateau) – 3:41
4. Perfect World (Anggun, Paul Barry, Patrick Mascall, James Jeffrey) – 3:40
5. À quelques pas de nous (Rémi Lacroix, Isabelle Bernal) – 3:20
6. Mon capitaine (Loris, Surgeon, Chateau) – 3:37
7. Toujours un ailleurs (Chateau, David Foenkinos) – 4:08
8. Née quelque part (con Angélique Kidjo) (Maxime Le Forestier, Jean-Pierre Sabar) – 3:40
9. La promesse (Chateau) – 4:06
10. Est-ce que tu viendras? (Delphine Dobrinine, Surgeon, Xavier Requena) – 3:59
11. Il suffit (Anggun, Barry, Bernal, Patrick Mascall, Jeffery) – 4:40
12. Aucune différence (Anggun, Surgeon) – 3:46
13. Un jour à la fois (Anggun, Barry, Surgeon, Requena, Mascall, Jeffery) – 4:35
14. Perfect World (French Acoustic Version) (Anggun, Barry, Mascall, Jeffrey)) – 3:47

## Classifiche
| Classifica (2015) | Posizione raggiunta |
| ----------------- | ------------------- |
| Belgio (Vallonia) | 43                  |
| Francia           | 43                  |